# Janówek (gmina Piaski)
Janówek – wieś w Polsce położona w województwie lubelskim, w powiecie świdnickim, w gminie Piaski.
W latach 1975–1998 miejscowość należała administracyjnie do ówczesnego województwa lubelskiego.
Przez miejscowość przebiega droga ekspresowa , .
Wieś jest sołectwem w gminie Piaski. Według Narodowego Spisu Powszechnego Ludności i Mieszkań z roku 2011 wieś miała 304 mieszkańców.